# Guðrún Eva Mínervudóttir
Guðrún Eva Mínervudóttir, née le 17 mars 1976 à Reykjavik (Islande), est une romancière islandaise.

## Biographie
Guðrún Eva Mínervudóttir est née est travaille à Reykjavik en Islande.